# ایستگاه السمیر
ایستگاه اِلسمیِـر (انگلیسی: Ellesmere station) یک ایستگاه مترو در خط ۳ اسکاربرو متروی تورنتو در تورنتو، انتاریو، کانادا است.